# 徐蓁
徐蓁（英語：Zhen Xu），密歇根大學生物醫學工程系李嘉誠基金教授，同時也是放射學教授和神經外科教授。她的研究主要涉及聚焦超聲波的治療應用。 

## 求學經歷與職業生涯
徐教授本科就讀於南京的東南大學生物醫學工程系，2001年畢業。及後她前往密歇根大學攻讀研究生，於 2003 年獲得碩士學位，並於 2005 年完成博士學位。她於 2024 年獲頒密西根大學李嘉誠基金教授席。 

## 榮譽
徐於2019年獲頒美國醫學與生物工程院院士稱號，以表彰她 「對於影像導航、非侵入性超音聲波空化療法--組織碎化技術（histotripsy）的發明與開發所做出的傑出貢獻」，並於2024年成為美國國家發明家科學院院士。
她是 2024 年 IEEE Carl Hellmuth Hertz Ultrasonics 獎的得主，以表揚她對「組織碎化療法 - 非侵入性機械超聲波消融技術的發明與臨床應用」作出的貢獻，她並於 2025 年 被提名為電機電子工程師學會會士，以表揚她在「非侵入性機械超聲波消融技術的發展與臨床應用」上所做的工作。

## 外部連結
- 組織碎化術如何帶來革命性改變 - 以聲音治療第27集 （页面存档备份，存于）：徐蓁博士為聚焦超聲基金會做的專訪 （錄音與文本）
- 密西根大學個人簡介 （页面存档备份，存于） - 徐蓁和她的同事發明了組織碎化技術，一種通過可控空化實現的機械超聲消融技術。
- 組織碎化技術實驗室 （页面存档备份，存于）
- 由Google学术搜索索引的徐蓁出版物